# Emil Haussmann
Emil Haussmann (Ravensburg, 11 ottobre 1910 – Norimberga, 31 luglio 1947) è stato un militare e agente segreto tedesco, funzionario delle SS tedesche, fece parte dell'Einsatzkommando 12 appartenente all'Einsatzgruppe D, responsabile dell'Olocausto nell'Ucraina occupata. Haussmann fu accusato di crimini contro l'umanità nel 1947 nel processo agli Einsatzgruppen. Si suicidò mentre era in prigione.

## Biografia
Emil Haussmann nacque a Ravensburg, figlio di un contabile. Haussmann si unì al NSDAP nel gennaio 1930 all'età di 19 anni, tre anni prima del Machtergreifung. Nel 1937 divenne un dipendente a tempo pieno della Sicherheitsdienst e rilevò la SD-Oberabschnitt Süd-West, con sede nello Judenreferat di Stoccarda.
Durante l'invasione della Polonia, Haussmann fece parte dell'Einsatzgruppe VI, come braccio destro di Albert Rapp. A comandare questo Einsatzgruppe c'era Erich Naumann, che in seguito fu imputato con Haussmann. Dopo la fine delle ostilità, Haussmann rimase con Rapp in Polonia; Rapp ha guidato la Umwandererzentralstelle a Posen: questo ufficio ha coordinato l'espulsione di polacchi, ucraini ed ebrei nel Reichsgau Wartheland, nel Reichsgau Danzig-Westpreußen, nell'Alta Slesia orientale e nell'Aktion Zamość.
Haussmann fece parte dell'Einsatzkommando 12 durante l'invasione dell'Unione Sovietica.

## Processo e suicidio
Nel 1947 fu uno dei 24 imputati al processo agli Einsatzgruppen. Il 29 luglio 1947 ricevette l'accusa insieme agli altri imputati: crimini contro l'umanità, crimini di guerra e appartenenza a un'organizzazione criminale.
Due giorni dopo, prima della citazione in giudizio, Haussmann si suicidò nella sua cella e fu rimosso dal processo. Pertanto, lui e Otto Rasch, dichiarati non idonei a sostenere un processo per motivi medici, furono gli unici imputati al processo a sfuggire alla sentenza.